# Krigsåret 2004

## Pågående krig
- Afghanistankriget (2001-)[1]

- Darfurkonflikten (2003-)

- Irakkriget (2003–)[1]
  - Irak på ena sidan
  - USA, Storbritannien med flera på andra sidan

## Händelser

### Januari
- 1 – Håkan Syrén efterträder Johan Hederstedt som svensk ÖB efter årsskiftet.[2]
- 26 – Folkmordskonferensen inleds i Stockholms folkets hus samt Norra latins konferenscenter i Stockholm, och samlar 50 länder i dagarna tre.[2]

### Februari
- Februari - Oroligheter i Haiti, näst intill inbördeskrig.

### Mars
- 29 – Bulgarien, Estland, Lettland, Litauen, Rumänien, Slovakien och Slovenien inträder i NATO.[2]

### April
- 7 – 25 personer dödas i Falluja då USA går till hårt anfall i Irak.[2]

### Maj
- 2 – Tidningsbilder visar hur amerikansk och brittisk militär torterar och förnedrar irakiska fångar i Abu Ghurayb-fängelset.[2]

### Juni
- 6 – Tyskland deltar på 60-årsminneshögtiden för Dagen D, vilket ses som en "Försoninens gest".[2]
- 13 – Två stridsbåtar kolliderar nordost om Sollenkroka i Stockholms skärgård, och två värnpliktiga dödas.[2]

### September
- 1 - Tjetjenska separatister attackerar en skola i Nordossetien; gisslandramat i Beslan.

### November
- 7 - Slaget om Falluja inleds i Irakkriget.
- 25 november – Tjeckiens första 14 beställda JAS 39 Gripen levereras vid en ceremoni i Linköping.[3]

### December
- 21 – 22 personer dödas och 60 skadas då en amerikansk armébas angrips vid ett bombdåd i Mosul.[3]
- 27 - I Vanda i Finland inleds fredsförhandlingar mellan Indonesiens regering och gerillan Gerakan Aceh Merdeka för att göra slut på oroligheterna i regionen Aceh i Indonesien.

## Avlidna
- 22 mars – Ahmad Yassin, 67, Hamas grundare (dödad av israeliska helikoptermissiler).[2]
- 17 april – Abd al-Aziz, Hamasledare (dödat av israelisk helikoptermissil i Gazaremsan).[2]

### Fotnoter
1. 1 2  ”World Statesmen”. http://www.worldstatesmen.org/WARS.html. Läst 28 juni 2011.
2. 1 2 3 4 5 6 7 8 9   När Var Hur 2005. DN
3. 1 2   När Var Hur 2006. DN